# London Underground 1962 Stock
De London Underground 1962 Stock (Type 1962) was metromaterieel dat bestemd was voor gebruik op de Central Line, een deep level-lijn van de Londense metro. De treinstellen zijn gebouwd bij Metro Cammell in Birmingham en bij British Rail in Derby. Ze waren in dienst van 1962 tot 1999.

## Beschrijving
Rond 1960 was er dringend behoefte aan nieuw materieel voor de Central Line omdat het oude materieel uit de jaren 1920 versleten was. Daarom werd materieel besteld dat grotendeels gelijk was aan het materieel Type 1959, dat werd geleverd voor de Piccadilly Line. De treinen zijn geheel van aluminium gemaakt, en zijn niet geschilderd. De nood was zo hoog dat een deel van de 7-wagenstellen Type 1959 bestemd voor Piccadilly Line werden verlengd tot een 8-wagentrein en tijdelijk op de Central Line werden ingezet. Het materieel Type 1962 kwam in dienst tussen 1962 en 1964.
De op de Central Line ingezette treinen bestaan uit twee permanent gekoppelde 4-wagenstellen. De samenstelling van elk treinstel is een motorrijtuig (DM, Driving Motor car) met cabine aan de uiteinden met een gemotoriseerd tussenrijtuig (NDM, Non Driving Motor car en een niet-gemotoriseerd tussenrijtuig (T, Trailer) daar tussenin. De treinen werden alleen in de werkplaats voor onderhoudsdoeleinden ontkoppeld, tijdens de inzet in de reizigersdienst reden ze altijd in een vaste lengte van 8 rijtuigen. De twee cabines in het midden van de trein werden dus zelden gebruikt. De treinen werden onderhouden in de depots West Ruislip, Hainault en White City.

## Inzet
Type 1962 werd ingezet op de Central Line.
Speciaal voor de pendeldienst op de Aldwych-tak van de Piccadilly Line werd een 3-wagentreinstel Type 1962 besteld, dat daar reed tot oktober 1979.
Op het 6,1 km lange proeftraject van de Central Line tussen Woodford en Hainault bleef men ook na de testperiode automatisch rijden. Op dit lijngedeelte reden de drie treinstellen materieel Type 1960 aangevuld met een 4-wagenstel Type 1967.
Vanaf begin jaren 1990 werden de treinen Type 1962 geleidelijk vervangen door het nieuwe Type 1992. De laatste trein Type 1962 reed op 17 februari 1995 op de Central Line. 
Na hun dienst op de Central Line werden enkele treinstellen tot 11 november 1999 op de Northern Line ingezet, zodat daar de laatste treinen van Type 1956 konden worden afgevoerd.
Enkele rijtuigen zijn verbouwd om als dienstmaterieel te worden ingezet bij de Londense metro, o.a. als Sanditetrein om gladde plaatsen op de rails te behandelen.
Twaalf rijtuigen werden verkocht om als museummaterieel tussen Epping en Ongar te gaan rijden op een niet meer gebruikt deel van de Central Line. Ze werden gesloopt nadat ze door vandalen waren vernield.
Een 4-wagenstel is bewaard gebleven als museumtrein, is gerestaureerd en is rijvaardig.

## Fotogalerij

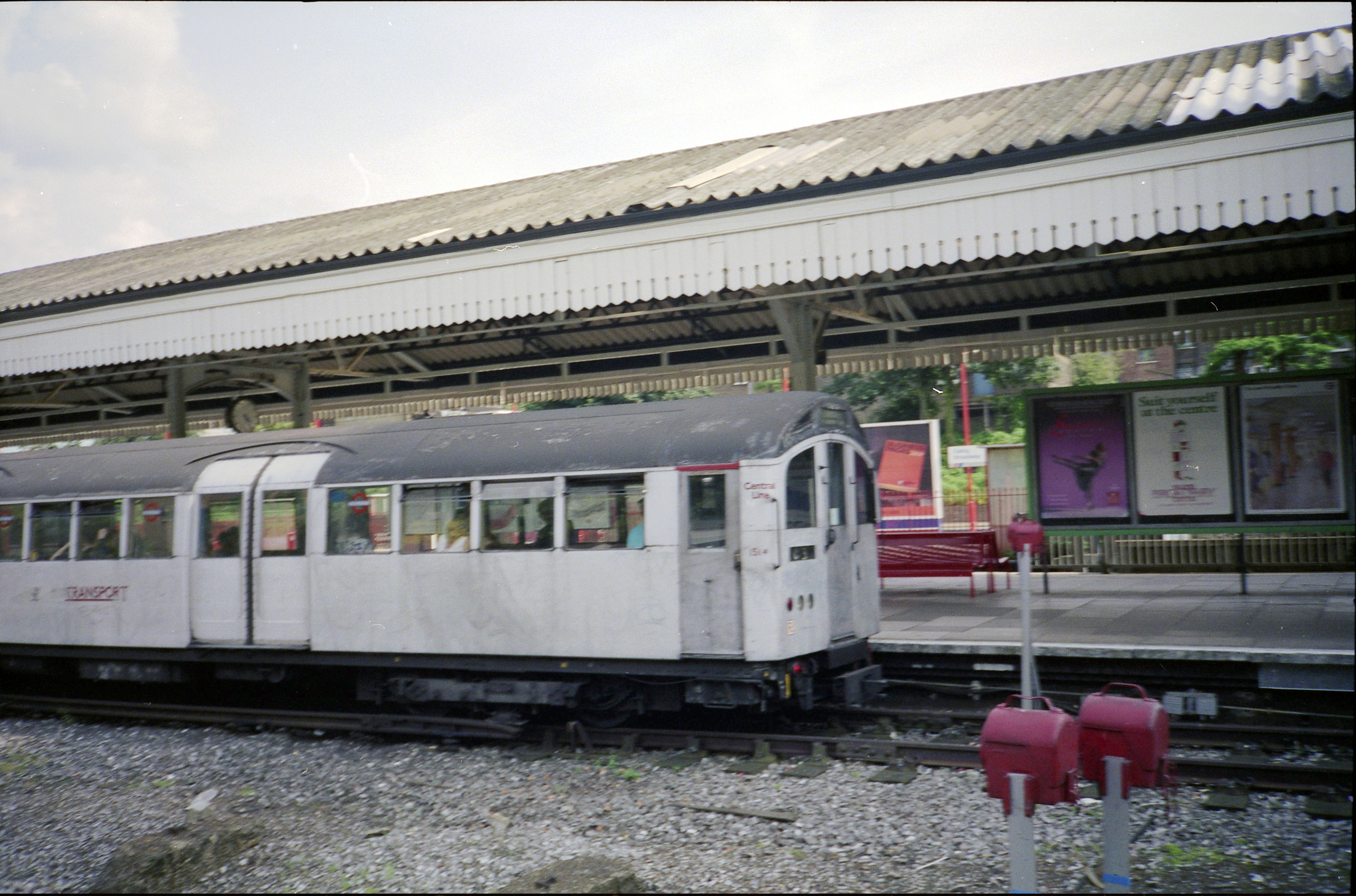
Type 1962 omstreeks 1990 op station Ealing Broadway.
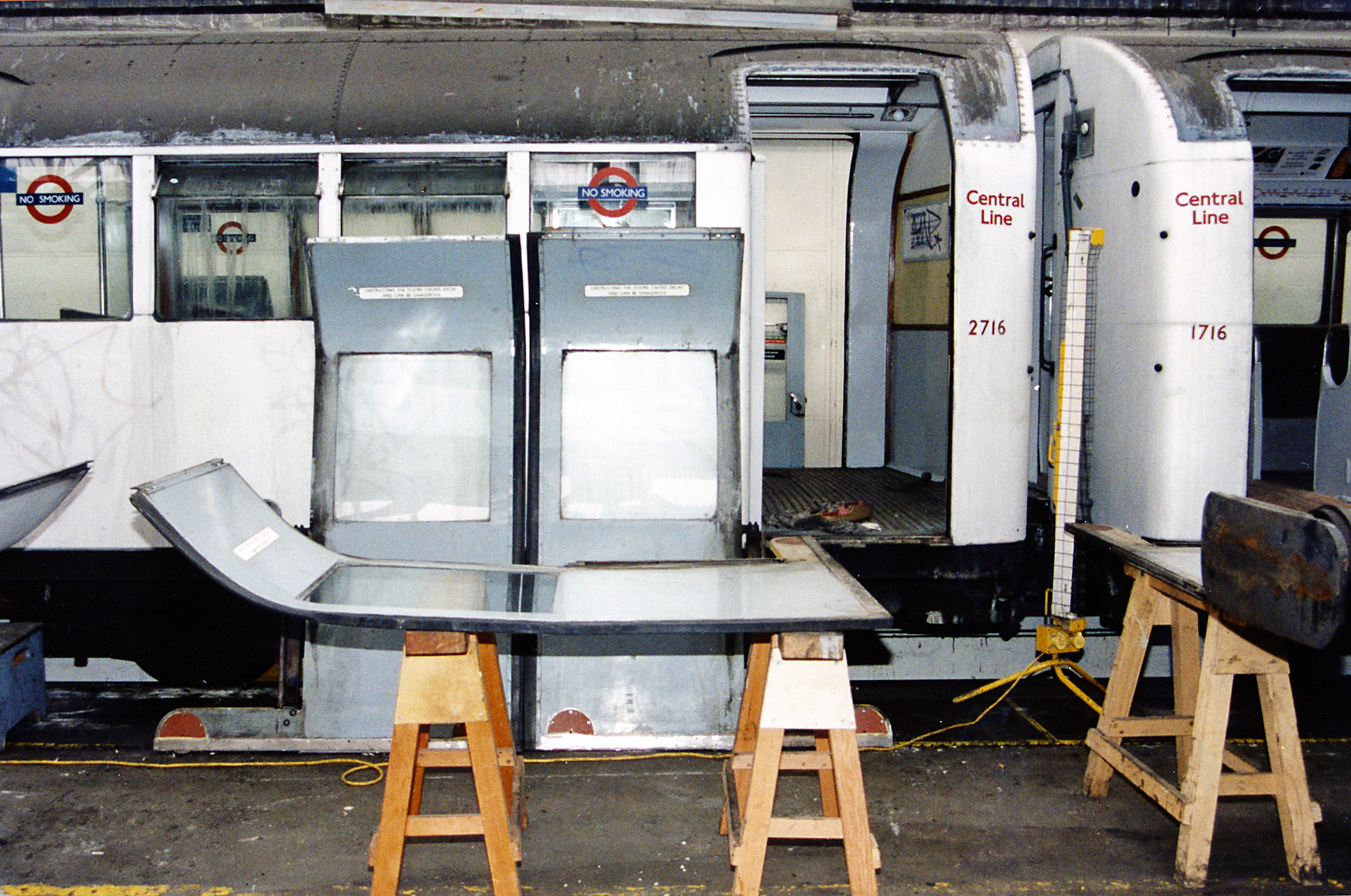
Deuronderhoud in depot Ruislip
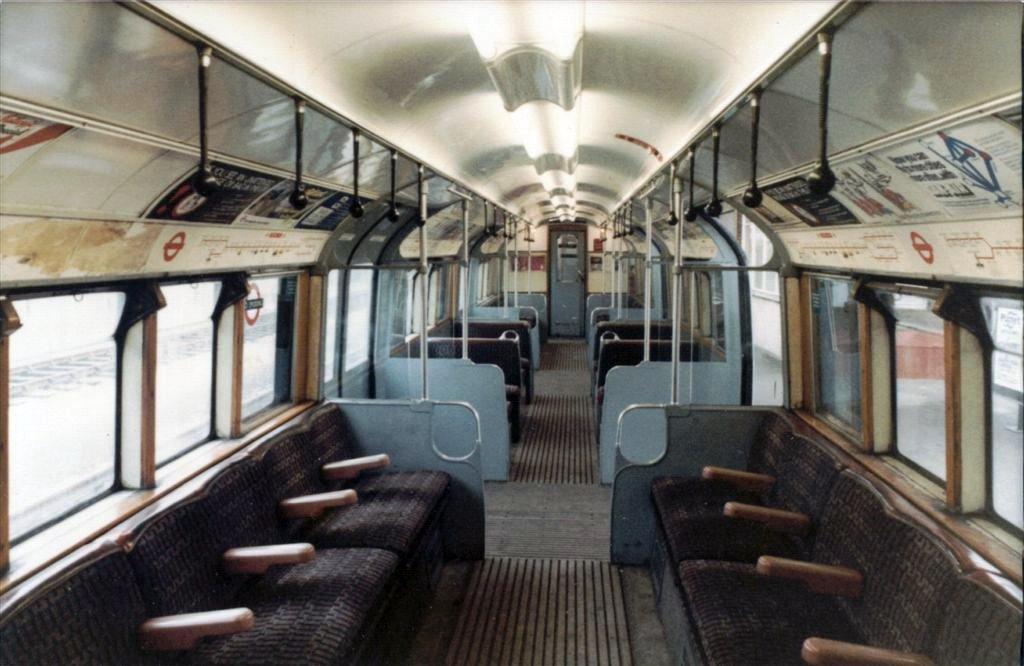
Interieur
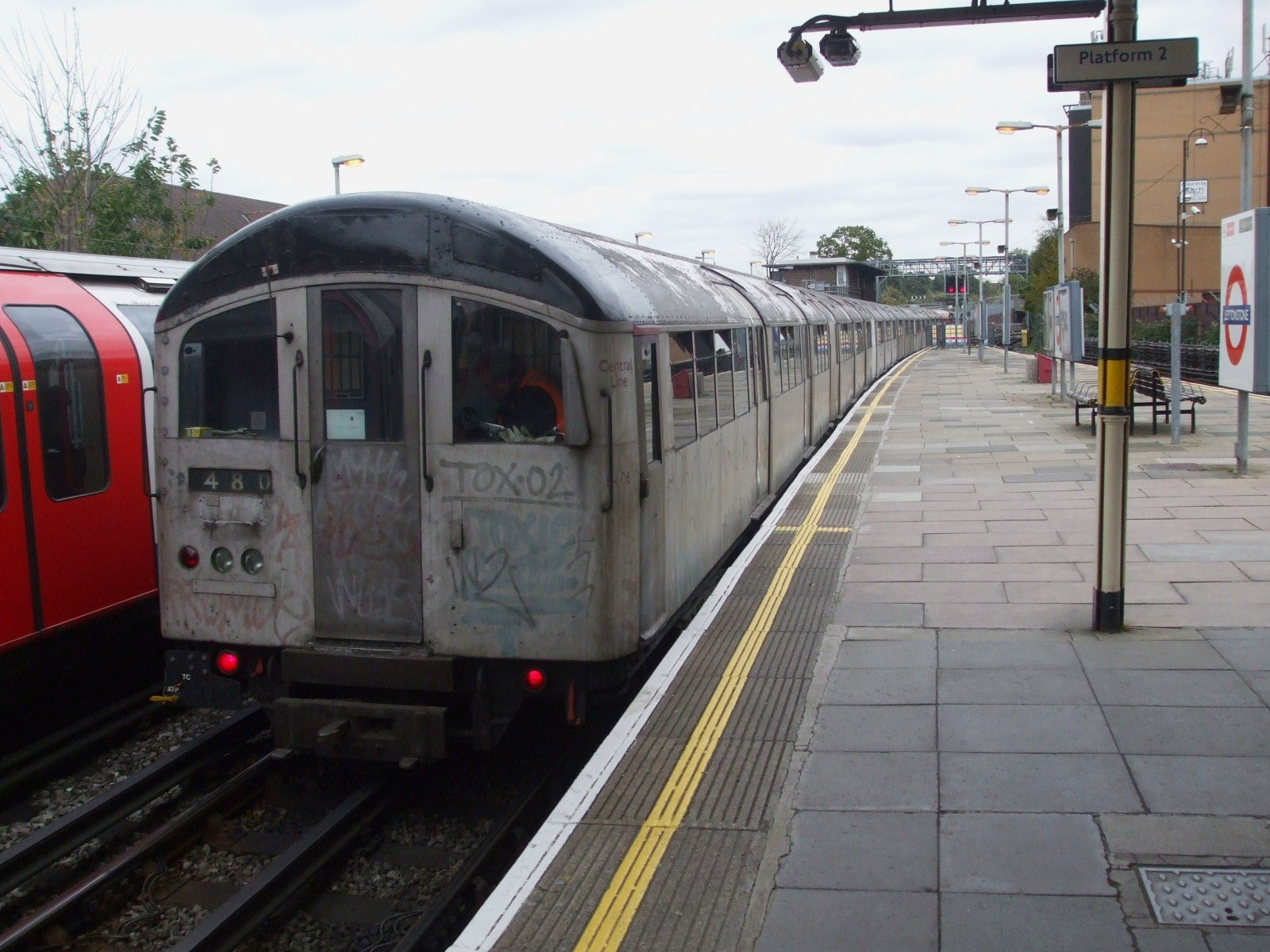
Type 1962 ingezet als Sanditetrein in Leytonstone.
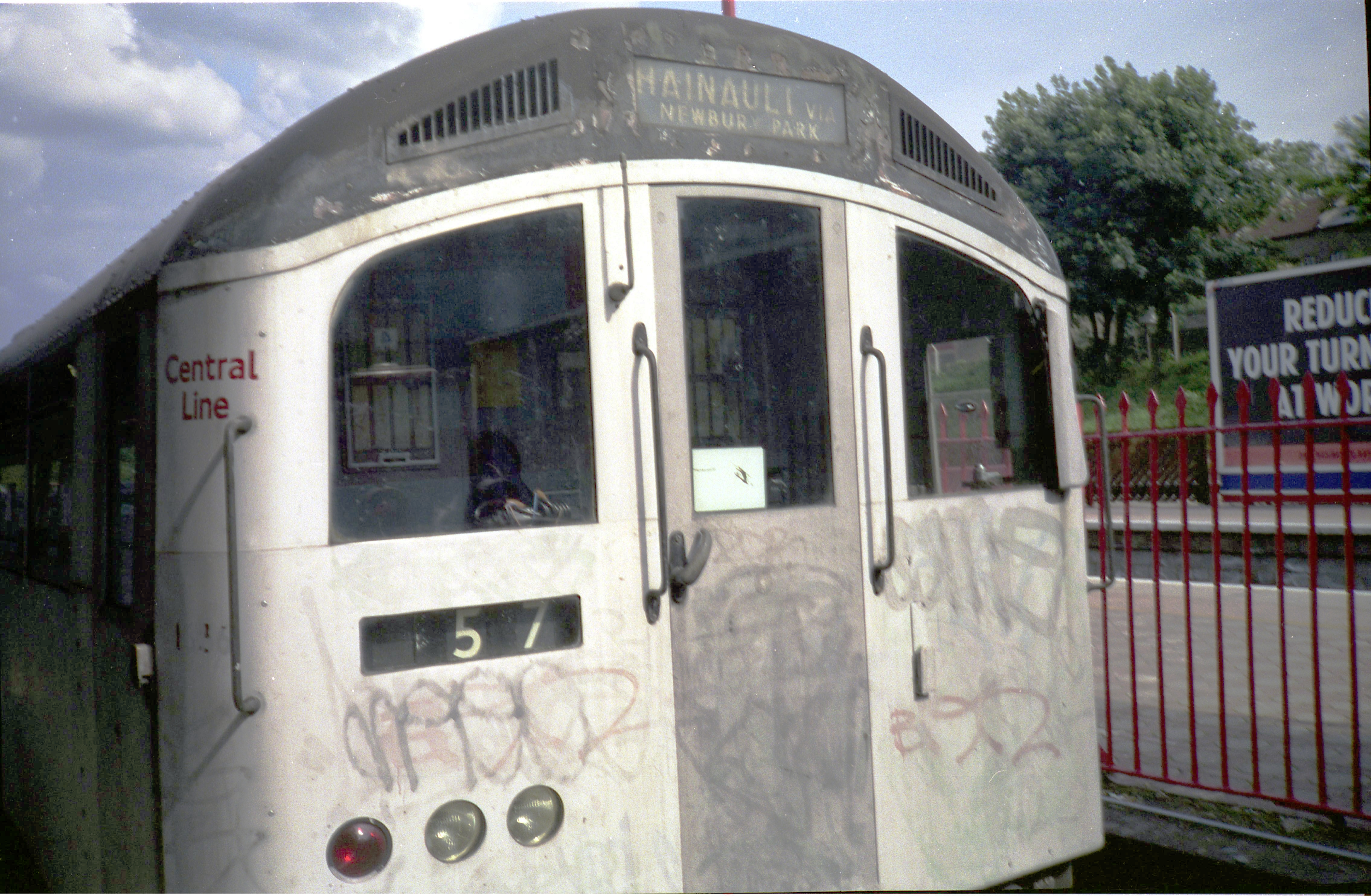
Cabine van Type 1962.

## Meer informatie
- Brian Hardy. London Underground Rolling Stock, 1984, ISBN 0904711587